# Maglia

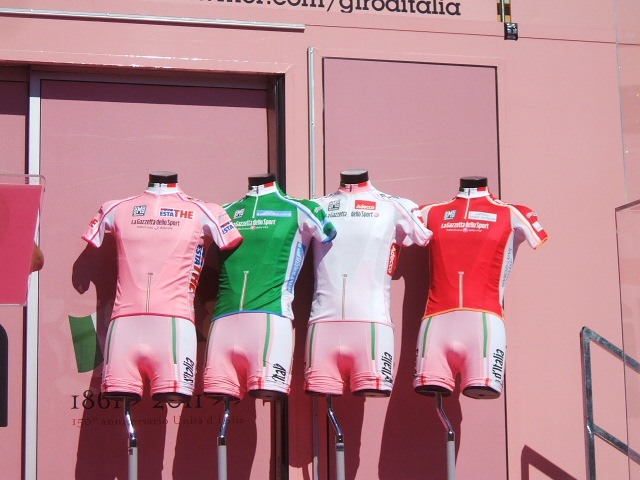
As maglias do Giro d'Italia de 2011.

Maglia (camisola em italiano) (como em português malha) é um termo que se usa para designar aos vencedores das diferentes categorias na competição ciclista italiana Giro d'Italia. A cor alocada dependerá da categoria vencida.

## Maglia rosa

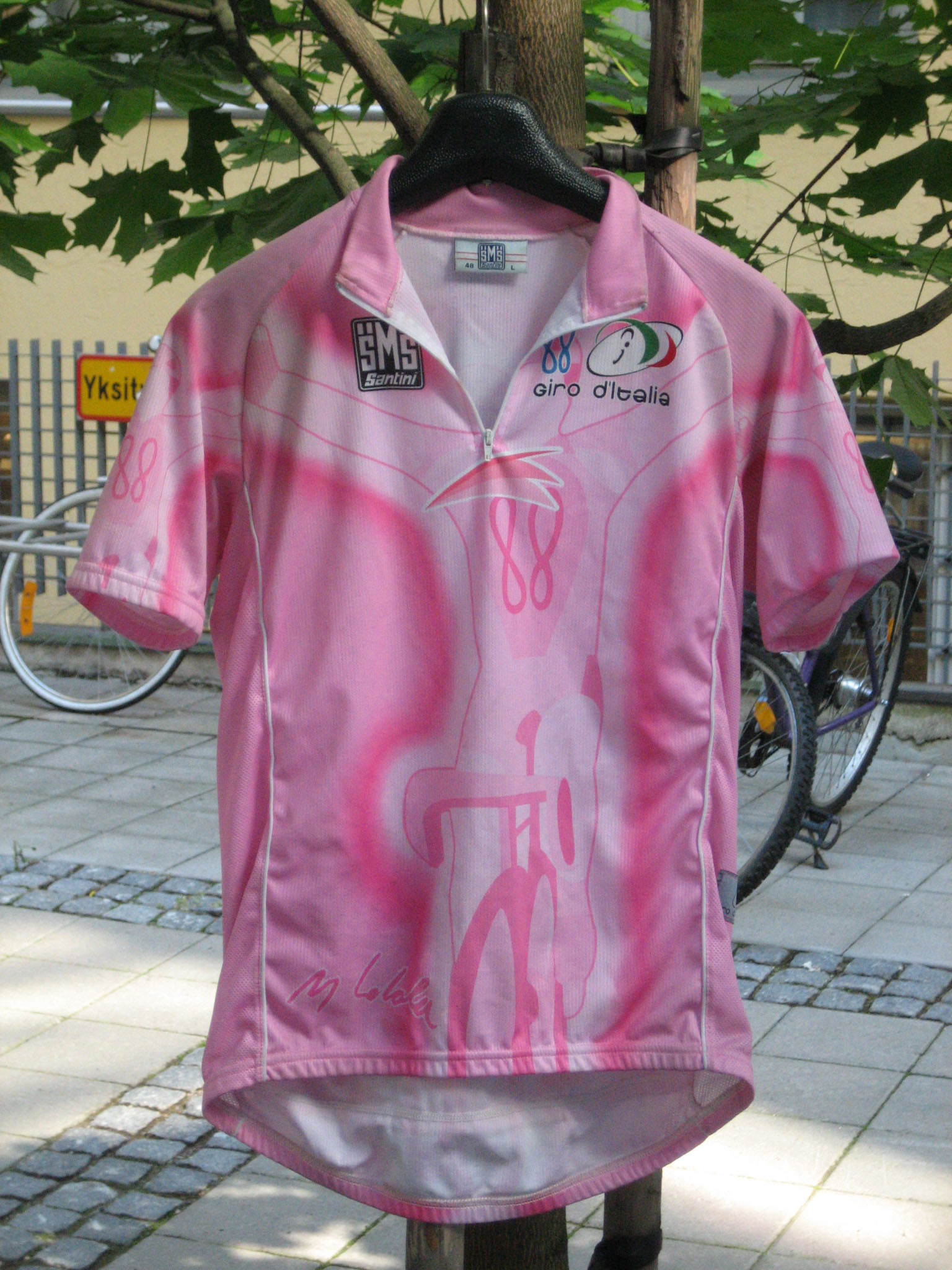
Maglia rosa de 2005.

A maglia rosa é a camisola que se lhe outorga ao vencedor da classificação geral no Giro d'Italia. O líder é o ciclista que tem obtido o tempo mais rápido quando os resultados do conjunto de etapas se reconta, e se argumenta que é o principal vencedor do Giro.
Ao igual que no Tour de France, a cor corresponde ao patrocinador da corrida. No Tour, outorga-se o maillot amarelo como, originalmente, a cor do papel do patrocinador ("L'Auto", actualmente "L'Équipe") era amarelo, enquanto no Giro o patrocinador desde 1931 foi o jornal "La Gazzetta dello Sport", cujas páginas são de uma característica cor rosa.

## Maglia malva
O nome desta camisola (maglia ciclamino em italiano) de deve à cor da flor alpina malva. Veste-o o líder da classificação por pontos, tendo acabado nos melhores postos da cada etapa diária, independentemente do tempo geral. Desde 1967 até 1969 o vencedor levava uma camisola vermelha, mas foi alterado para malva em 1970 até que de novo no 2010 voltou a ser vermelho.
Para o Giro 100, em 2017, a t-shirt voltou a ser desta cor.

## Maglia azul
A camisola azul tem sido entregada a duas classificações. Primeiro outorgava-se ao vencedor do intergiro. No entanto deixou-se de dar quando apareceu a maglia branca (em 2007) como só pode ter 4 maillots identificativos. Perdendo este prémio importância com respeito à que teve num princípio.
A partir de 2012, voltou a ser entregue uma camisola azul, mas desta vez ao líder da classificação da montanha, substituindo à histórica camisola verde.

## Maglia verde
Esta camisola outorgou-se ao «Rei da Montanha» ou melhor escalador, sobre a base da classificação da montanha, que designa ao ciclista que obtém um maior número de pontos de bonificação nas diferentes cumes que se repartem durante a corrida. Esta classificação existe desde a edição de 1933, ainda que a camisola distintivo começou a usar-se em 1974. Desde a edição de 2012 e devido a uma mudança de patrocinador, a camisola verde foi substituído pelo azul.

## Maglia branca
Esta camisola designa ao melhor ciclista de menos de 25 anos na classificação geral. Este prémio outorgou-se desde 1976 até 1994, e voltou a aparecer de novo no 2007.